# Wilhelmsdorf (Mittelfranken)
Wilhelmsdorf ist eine Gemeinde im Landkreis Neustadt an der Aisch-Bad Windsheim (Mittelfranken, Bayern). Diese ist Mitglied der Verwaltungsgemeinschaft Hagenbüchach-Wilhelmsdorf.

## Geographie

### Geographische Lage
Die Gemeinde nimmt den größten Teil des Einzugsgebietes der Albach ein, die das Gemeindegebiet südsüdostwärts durchfließt und an seinem Südrand in die Mittlere Aurach mündet. Der Hauptort Wilhelmsdorf mit der bei weitem größten Bevölkerung liegt unmittelbar vor dem Eintritt der Albach ins Aurachtal in deren Talmulde und an den beiderseitigen Hängen. Im Norden hat die Gemeinde Anteil am Höhenwaldgebiet zwischen dem Mittleren-Aurach- und dem Aisch-Tal, sonst ist die Landschaft überwiegend offen. An den Wasserläufen gibt es etliche Teiche.
Die Entfernung zur Kreisstadt Neustadt an der Aisch im Westnordwesten beträgt etwas unter 10 km, zu den nächsten Großstädten Erlangen im Ostnordosten und Fürth im Südosten um 20 km, jeweils in Luftlinie.

### Gemeindegliederung
Es gibt sechs Gemeindeteile (in Klammern ist der Siedlungstyp angegeben):
- Ebersbach (Dorf)
- Oberalbach (Dorf)
- Stadelhof (Einöde)
- Trabelshof (Weiler)
- Unteralbachermühle (Einöde)
- Wilhelmsdorf (Pfarrdorf)

Die Einöde Ziegelhof ist mittlerweile zur Wüstung geworden.
Es gibt auf dem Gemeindegebiet die Gemarkungen Ebersbach und Wilhelmsdorf. Die Gemarkung Wilhelmsdorf hat eine Fläche von 2,386 km². Sie ist in 1123 Flurstücke aufgeteilt, die eine durchschnittliche Fläche von 2124,36 m² haben. In ihr liegen neben dem namensgebenden Ort die Gemeindeteile Stadelhof und Unteralbachermühle.

### Nachbargemeinden
Im Nordosten grenzt Wilhelmsdorf an die Gemeinde Oberreichenbach im Nachbar-Landkreis Erlangen-Höchstadt, überall sonst ist sie vom Gebiet des Marktes Emskirchen im eigenen Kreis umgeben.

## Geschichte
Der Ort wurde 1361/64 im burggräflichen Salbuch als „Nidern Albach“ erstmals namentlich erwähnt. Der Ortsname bezieht sich auf den Gewässernamen „Albach“. Das Bestimmungswort ist mhd. „âl“ (= Aal). Das Präfix „Nidern“ dient zur Unterscheidung von dem bachaufwärts gelegenen Oberalbach. 1632 wurde Unteralbach infolge des Dreißigjährigen Krieges zur Wüstung. 1680 wurden auf Einladung von Markgraf Christian Ernst Brandenburg-Kulmbach 15 Hugenottenfamilien angesiedelt, um den Ort wieder aufzubauen. 1690 wurde der Ort als „Vilemstorf“ erwähnt. Benannt wurde er nach dem 1678 geborenen Bayreuther Erbprinzen Georg Wilhelm.
Nach dem Bankrott der ersten Siedler fiel das Gut an das Markgrafentum zurück. 1692 wurden frankoschweizer Calvinisten angesiedelt. 1694 erwarb die hugenottische Adelsfamilie Buirette von Oehlefeld für 1000 rheinische Gulden den Ort, das den Status eines vogtländischen Rittergutes mit erweiterter Vogtei erhielt. Es entstand eine reformierte Gemeinde, die es bis zu Beginn des 20. Jahrhunderts gab. In der reformierten Gemeinde wurde in französischer Sprache gepredigt. Die heutige Kirche ließ die Patronatsfamilie Buirette von Oehlefeld auf eigene Rechnung erbauen und 1754 einweihen, auch sonst stiftete sie der Ortsgemeinde zum besseren Unterhalt ansehnliche Kapitalien.

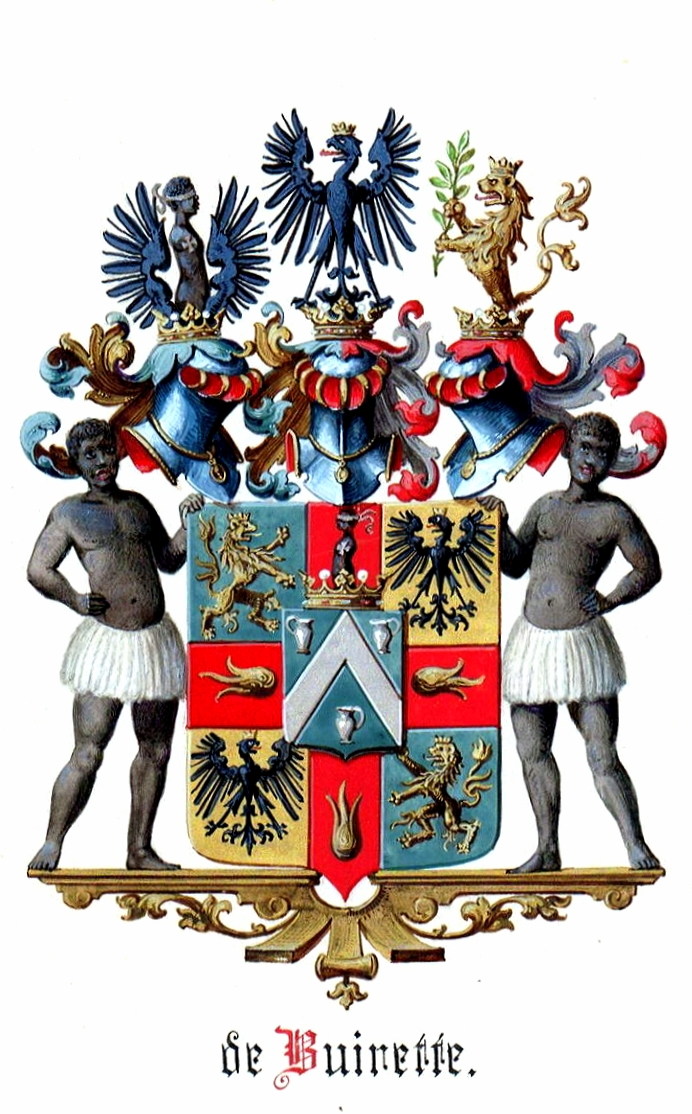
Wappen der Ortsadelsfamilie Buirette von Oehlefeld
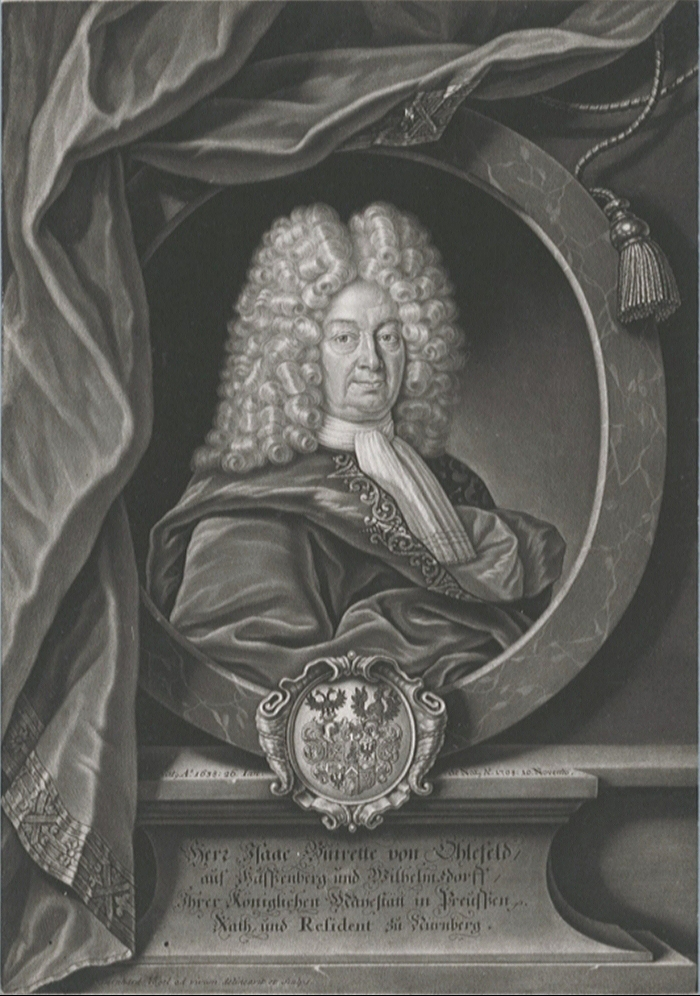
Isaak Buirette von Oehlefeld (1638–1708), Herr auf Hassenberg und Wilhelmsdorf, Handelsherr, Inhaber einer Bierbrauerei, königlich preußischer Rat und Resident zu Nürnberg
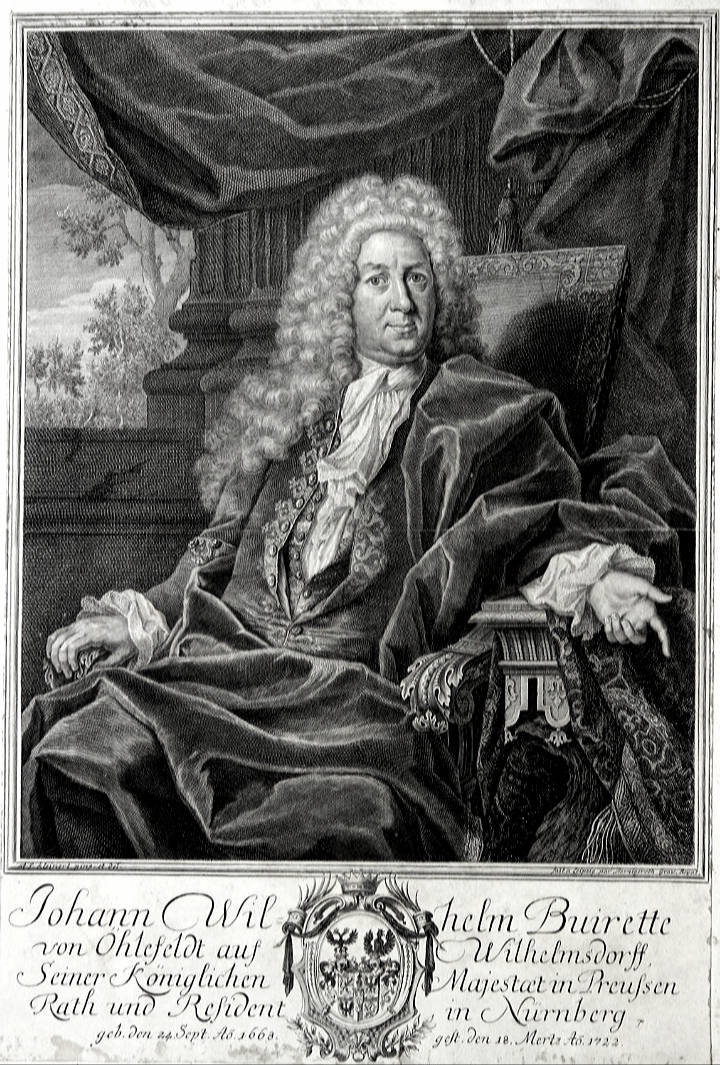
Johann Wilhelm Buirette von Oehlefeld (1668–1722), Herr auf Wilhelmsdorf, königlich preußischer Rat und Resident zu Nürnberg
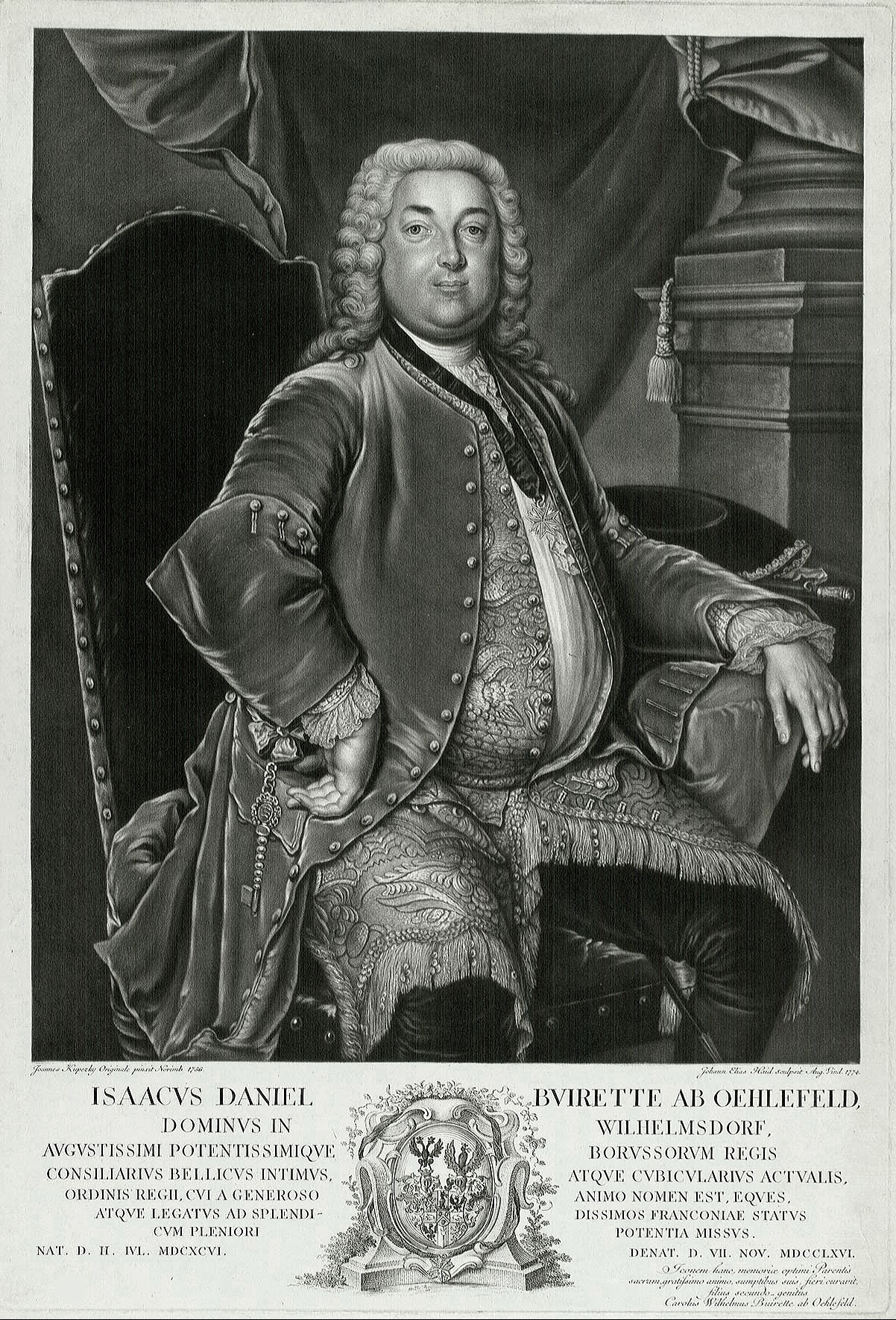
Isaak Daniel Buirette von Oehlefeld (1696–1766), Herr auf Wilhelmsdorf, königlich preußischer und brandenburgischer Geheimer Kriegsrat und Minister im Fränkischen Kreis
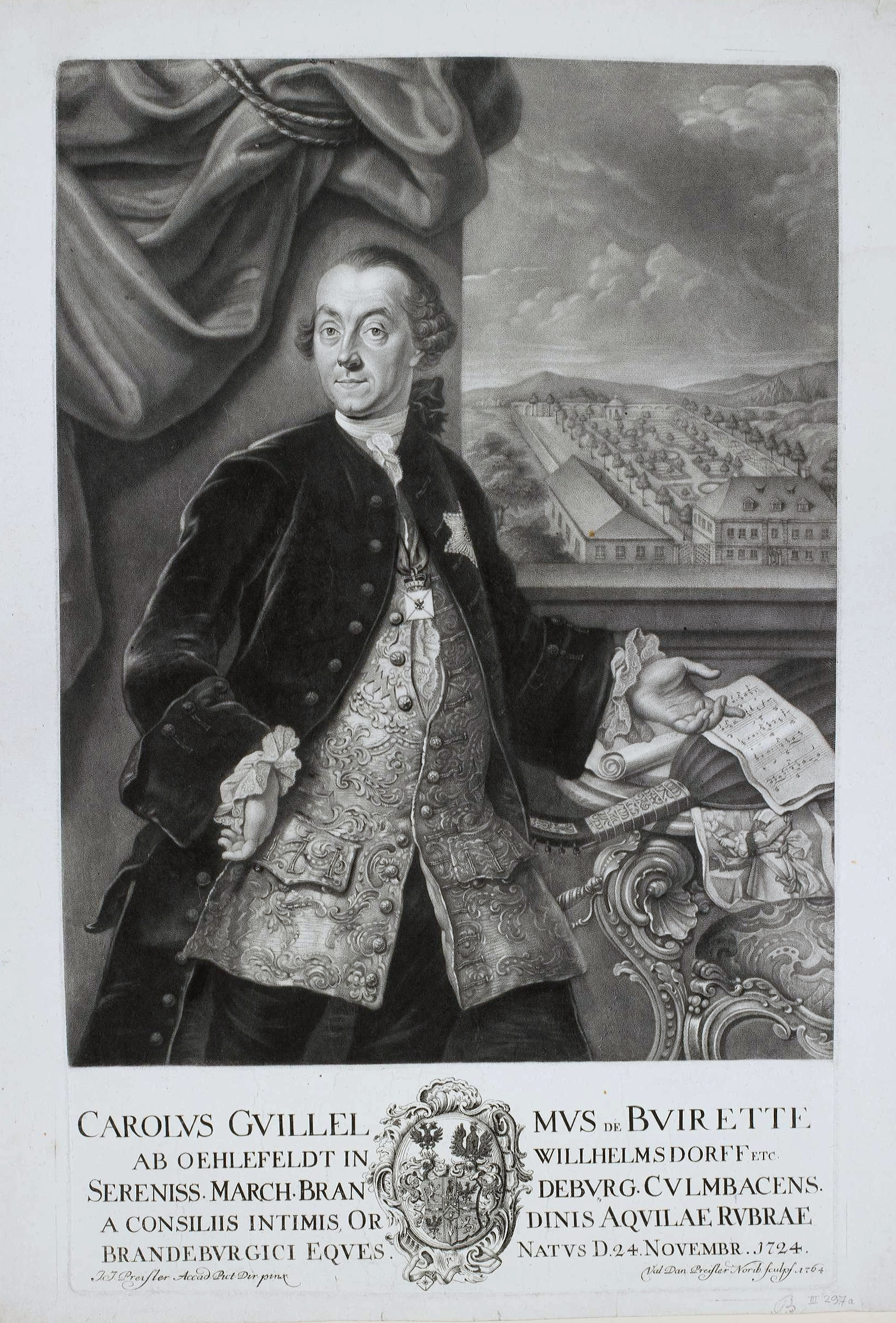
Karl Wilhelm Buirette von Oehlefeld (1724–1782), Herr auf Wilhelmsdorf, markgräflich brandenburg-bayreuthischer Geheimer Rat und königlich preußischer Minister im Fränkischen Kreis

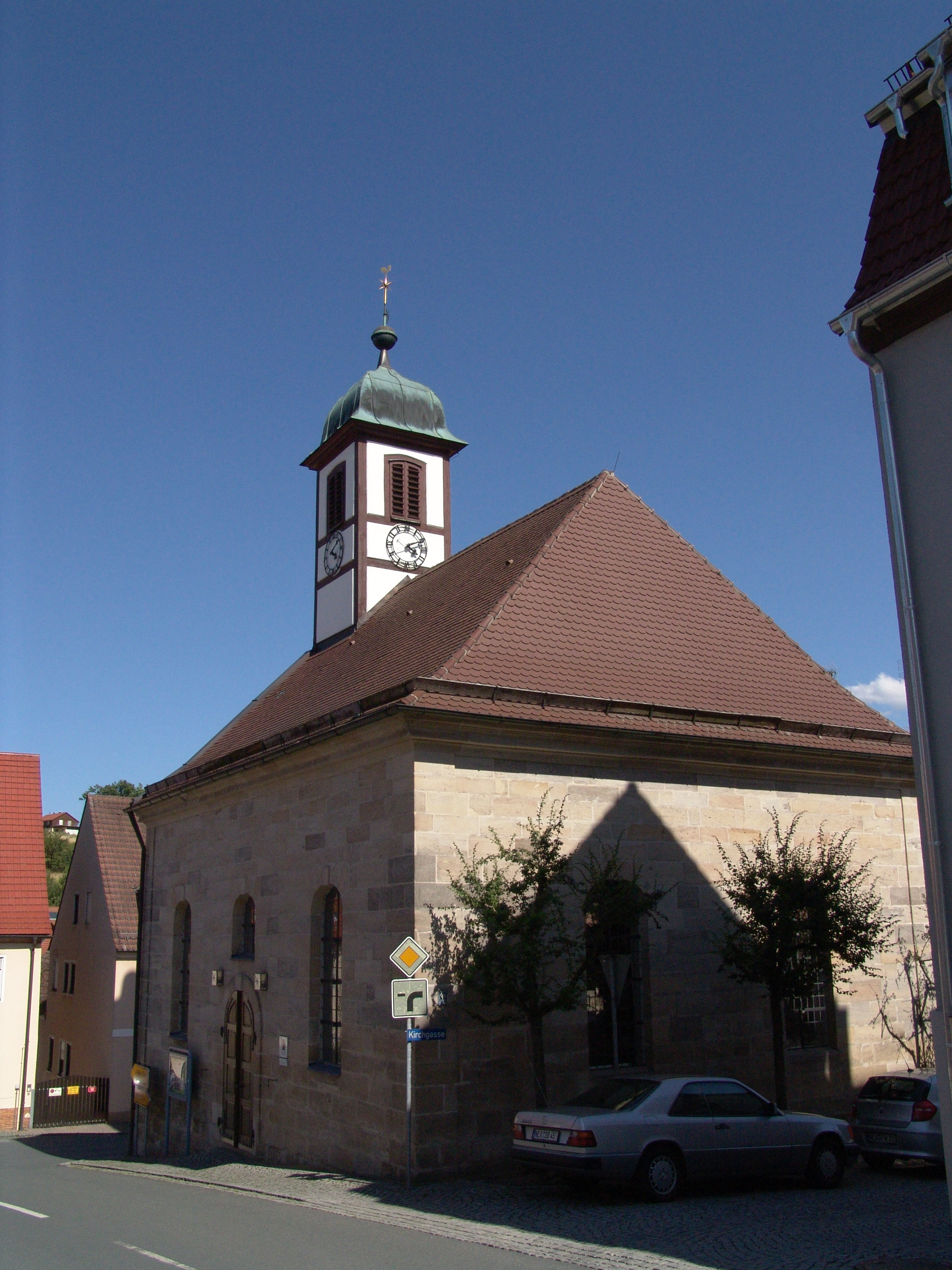
Hugenottenkirche

Ab dem 18. Jahrhundert war der Ort bekannt für seine Strumpfwirkereien. Später gründeten der Kaufmann Edmund Boden und der Techniker Johann Christian Lotter die erste Reißzeugfabrik. Sie wurden später Konkurrenten. Die Fertigung von Reißzeug spielte im 20. Jahrhundert in Wilhelmsdorf eine bedeutende Rolle. In den 1970er Jahren war ein Drittel der Reißzeugindustrie der Bundesrepublik Deutschland in Wilhelmsdorf angesiedelt. Die letzte Reißzeugfabrik wurde 2019 geschlossen. Mehr über die Geschichte der Reißzeugfabriken ist im Wilhelmsdorfer Zirkelmuseum zu erfahren.
Gegen Ende des 18. Jahrhunderts gab es in Wilhelmsdorf 62 Anwesen (Kirche, Pfarrhaus, Schloss, Schule, Beamtenhaus, Amtsknechtswohnung, 13 Güter und Gütlein, 37 Häuser und Häuslein, 1 Wirtshaus, Schäferei, Hirtenhaus, Stadelhof, Mühle, Ziegelhof). Das Hochgericht übte das brandenburg-bayreuthische Fraischvogteiamt Emskirchen-Hagenbüchach aus. Die Dorf- und Gemeindeherrschaft und die Grundherrschaft über alle Anwesen hatte das Rittergut Wilhelmsdorf.
Von 1797 bis 1810 unterstand der Ort dem Justizamt Markt Erlbach und Kammeramt Emskirchen. Im Rahmen des Gemeindeedikts wurde 1811 der Steuerdistrikt Wilhelmsdorf gebildet, zu dem Stadelhof, Unteralbachermühle und Ziegelhof gehörten. 1813 entstand die Ruralgemeinde Wilhelmsdorf, die deckungsgleich mit dem Steuerdistrikt war. Sie war in Verwaltung und Gerichtsbarkeit dem Landgericht Markt Erlbach zugeordnet und in der Finanzverwaltung dem Rentamt Neustadt an der Aisch. Die freiwillige Gerichtsbarkeit und Ortspolizei hatte bis 1848 das Patrimonialgericht Wilhelmsdorf. Ab 1862 gehörte Wilhelmsdorf zum Bezirksamt Neustadt an der Aisch (1939 in Landkreis Neustadt an der Aisch umbenannt) und ab 1856 zum Rentamt Markt Erlbach (1919–1929: Finanzamt Markt Erlbach, 1929–1972: Finanzamt Neustadt an der Aisch, seit 1972: Finanzamt Uffenheim). Die Gerichtsbarkeit blieb beim Landgericht Markt Erlbach (1879 in das Amtsgericht Markt Erlbach umgewandelt), von 1959 bis 1972 war das Amtsgericht Fürth zuständig, seitdem ist es das Amtsgericht Neustadt an der Aisch. Die Gemeinde hatte 1964 eine Gebietsfläche von 2,394 km².

### Eingemeindungen
Im Zuge der Gebietsreform in Bayern wurde am 1. Juli 1971 die Gemeinde Ebersbach eingegliedert.

### Einwohnerentwicklung
Im Zeitraum 1988 bis 2018 stieg die Einwohnerzahl von 1002 auf 1488 um 486 Einwohner bzw. um 48,5 %.
Gemeinde Wilhelmsdorf
| Jahr      | 1818   | 1840   | 1852   | 1861   | 1867   | 1871   | 1875   | 1880   | 1885   | 1890   | 1895   | 1900   | 1905   | 1910   | 1919   |
| --------- | ------ | ------ | ------ | ------ | ------ | ------ | ------ | ------ | ------ | ------ | ------ | ------ | ------ | ------ | ------ |
| Einwohner | 456    | 682    | 629    | 607    | 621    | 638    | 642    | 607    | 555    | 514    | 526    | 497    | 490    | 517    | 494    |
| Häuser    | 64     | 66     |        |        |        | 68     |        |        | 74     | 76     |        | 75     |        |        |        |
| Quelle    | [ 19 ] | [ 20 ] | [ 21 ] | [ 22 ] | [ 23 ] | [ 24 ] | [ 25 ] | [ 26 ] | [ 27 ] | [ 28 ] | [ 21 ] | [ 29 ] | [ 21 ] | [ 30 ] | [ 21 ] |
|           |        |        |        |        |        |        |        |        |        |        |        |        |        |        |        |
| Jahr      | 1925   | 1933   | 1939   | 1946   | 1950   | 1961   | 1970   | 1987   | 2005   | 2010   | 2015   |        |        |        |        |
| Einwohner | 505    | 489    | 472    | 658    | 690    | 742    | 857    | 1002   | 1300   | 1319   | 1482   |        |        |        |        |
| Häuser    | 82     |        |        |        | 96     | 139    |        | 257    |        |        | 431    |        |        |        |        |
| Quelle    | [ 31 ] | [ 21 ] | [ 21 ] | [ 21 ] | [ 32 ] | [ 16 ] | [ 33 ] | [ 34 ] |        | [ 35 ] | [ 35 ] |        |        |        |        |

Ort Wilhelmsdorf
| Jahr      | 001818 | 001840 | 001861 | 001871 | 001885 | 001900 | 001925 | 001950 | 001961 | 001970 | 001987 | 002014 |
| --------- | ------ | ------ | ------ | ------ | ------ | ------ | ------ | ------ | ------ | ------ | ------ | ------ |
| Einwohner | 435    | 666    | 574    | 621    | 543    | 486    | 491    | 662    | 730    | 842    | 876    | 1334   |
| Häuser    | 61     | 63     |        |        | 72     | 73     | 80     | 94     | 137    |        | 231    |        |
| Quelle    | [ 19 ] | [ 20 ] | [ 22 ] | [ 24 ] | [ 27 ] | [ 29 ] | [ 31 ] | [ 32 ] | [ 16 ] | [ 33 ] | [ 34 ] | [ 36 ] |

## Politik

### Gemeinderat
Der Gemeinderat hat zwölf Mitglieder. Bei der Gemeinderatswahl am 15. März 2020 führte das Ergebnis zu folgender Sitzverteilung:
| Partei / Liste | Stimmenanteil  | Sitze |
| CSU/FB         | 37,8 % (− 2,5) | 5     |
| FWG            | 33,7 % (− 0,6) | 4     |
| UWG            | 28,5 % (+ 3,1) | 3     |

Die Sitzverteilung blieb gegenüber 2014 unverändert.

### Wappen und Flagge
Wappen
| Wappen der Gemeinde Wilhelmsdorf | Blasonierung: „Geviert von Silber und Schwarz, belegt mit einem goldenen Hugenottenkreuz mit rotem Herzschild, darin ein silberner Sparren, beseitet von drei zwei zu eins gestellten silbernen Kannen.“ |
| Wappen der Gemeinde Wilhelmsdorf | Wappenbegründung: Die silbern-schwarze Vierung erinnert an das Haus Hohenzollern, das Hugenottenkreuz an die hugenottischen Siedler und der Herzschild ist das abgewandelte Stammwappen der Ortsadelsfamilie Buirette von Oehlefeld, die „Krüglein“ darin als redendes Wappen für den französischen Familiennamen „Buirette“. Die Gemeinde führt seit 1982 ein Wappen. |

Flagge
Die Gemeindeflagge ist gelb-rot.

### Verwaltungsgemeinschaft
Bis 31. Dezember 2006 gehörte die Gemeinde mit den Gemeinden Emskirchen und Hagenbüchach der Verwaltungsgemeinschaft (VG) Emskirchen an – einer der ersten Verwaltungsgemeinschaften nach der bayerischen Gebietsreform 1972. Der Bayerische Landtag stimmte dem Austritt der Marktgemeinde Emskirchen aus der VG zum Jahreswechsel 2006/07 am 28. November 2006 (Drucksache 15/6960) zu. Der Sitz der neuen Verwaltungsgemeinschaft Hagenbüchach-Wilhelmsdorf ist in Wilhelmsdorf.

### Raumordnung
Die Gemeinde Wilhelmsdorf ist Mitglied der 2009 gegründeten Kommunalen Allianz Aurach-Zenn, das ein Integriertes ländliches Entwicklungskonzept ist und mit den benachbarten Allianzen NorA und Kernfranken die Lokale Aktionsgruppe Rangau bildet.

## Verkehr
Die Staatsstraße 2244 führt an der Schneemühle vorbei zu einer Anschlussstelle der Bundesstraße 8 (1,3 km westlich) bzw. nach Oberniederndorf (3,7 km östlich). Die Kreisstraße NEA 21 führt nach Ebersbach zur NEA 11 (2 km nördlich). Die Kreisstraße NEA 22 führt nach Brunn ebenfalls zur NEA 11 (2,2 km nordwestlich).